# Saint-Germain-de-Joux
Saint-Germain-de-Joux è un comune francese di 497 abitanti situato nel dipartimento dell'Ain della regione dell'Alvernia-Rodano-Alpi.

## Società

### Evoluzione demografica
Abitanti censiti